# Akrotergit
Akrotergit (ang. acrotergite) – element szkieletu stawonogów, stanowiący część płytki grzbietowej.
Akrotergit stanowi przednią część tergitu segmentu wtórnego, położoną przed antekostą, która stanowi jego granicę od wewnątrz. Akrotergit ma zwykle postać wąskiej kryzy lub jest słabo widoczny. Akrotergity skrzydłotułowia owadów są zwykle oddzielone od własnych tergitów i przyłączone wraz z antekostami do tergitów poprzedzających, tworząc z nimi zatarcze.
Odpowiednikiem akrotegitu jest w przypadku płytek brzusznych akrosternit.